# Osiris nigrocinctus
Osiris nigrocinctus är en biart som beskrevs av Heinrich Friese 1930. Osiris nigrocinctus ingår i släktet Osiris och familjen långtungebin. Inga underarter finns listade i Catalogue of Life.